# 瓦房店站
瓦房店站位于中华人民共和国辽宁省大连市瓦房店市，是沈大铁路、长兴岛铁路上的火车站。瓦房店站始于南满铁路，建于1903年7月:113，当时与公主岭站、辽阳站并列为东清铁路南段的三大车站:14。车站由中国铁路沈阳局集团大连车务段管辖，客运办理旅客乘降，货运办理整车普通货物到发业务。

## 车站结构
瓦房店为横列式区段站，站房面积4840平方米:113。站场设有2条正线、5条到发线和7条调车线，长兴岛铁路从南咽喉引出。车站沈阳端咽喉西侧有专用线通往瓦房店轴承集团，东侧通往中石油瓦房店销售分公司；大连端咽喉东侧通往大连北方热电股份和中铁铁龙集装箱物流瓦房店保龙液化气站，西侧通往大连龙泰纺织。车站东南侧为原瓦房店机务段，现大连机务段瓦房店车间。

## 車站周邊
- 瓦房店汽车站
- 瓦房店市中心医院
- 汉庭酒店瓦房店火车站店
- 大连大学附属中山医院分院
- 唐人国际会议中心火车站店